# Wereldkampioenschap superbike van Valencia 2009
Het wereldkampioenschap superbike van Valencia 2009 was de derde ronde van het wereldkampioenschap superbike en het wereldkampioenschap Supersport 2009. De races werden verreden op 5 april 2009 op het Circuit Ricardo Tormo Valencia nabij Cheste, Spanje.

## Superbike

### Race 1
| Pos | Nr  | Rijder            | Constructeur | Rondes | Tijd        | Grid | Punten |
| --- | --- | ----------------- | ------------ | ------ | ----------- | ---- | ------ |
| 1   | 41  | Noriyuki Haga     | Ducati       | 23     | 36:44.766   | 3    | 25     |
| 2   | 84  | Michel Fabrizio   | Ducati       | 23     | +3.677      | 4    | 20     |
| 3   | 76  | Max Neukirchner   | Suzuki       | 23     | +3.959      | 6    | 16     |
| 4   | 55  | Régis Laconi      | Ducati       | 23     | +4.210      | 2    | 13     |
| 5   | 91  | Leon Haslam       | Honda        | 23     | +13.824     | 10   | 11     |
| 6   | 71  | Yukio Kagayama    | Suzuki       | 23     | +14.562     | 5    | 10     |
| 7   | 66  | Tom Sykes         | Yamaha       | 23     | +15.155     | 17   | 9      |
| 8   | 3   | Max Biaggi        | Aprilia      | 23     | +16.316     | 18   | 8      |
| 9   | 67  | Shane Byrne       | Ducati       | 23     | +20.361     | 12   | 7      |
| 10  | 23  | Broc Parkes       | Kawasaki     | 23     | +23.878     | 13   | 6      |
| 11  | 121 | John Hopkins      | Honda        | 23     | +30.902     | 16   | 5      |
| 12  | 9   | Ryuichi Kiyonari  | Honda        | 23     | +31.298     | 9    | 4      |
| 13  | 111 | Rubén Xaus        | BMW          | 23     | +32.660     | 19   | 3      |
| 14  | 100 | Makoto Tamada     | Kawasaki     | 23     | +42.156     | 24   | 2      |
| 15  | 33  | Tommy Hill        | Honda        | 23     | +43.040     | 22   | 1      |
| 16  | 31  | Karl Muggeridge   | Suzuki       | 23     | +45.204     | 23   |        |
| 17  | 86  | Ayrton Badovini   | Kawasaki     | 23     | +52.023     | 27   |        |
| 18  | 99  | Luca Scassa       | Kawasaki     | 23     | +52.474     | 25   |        |
| 19  | 25  | David Salom       | Kawasaki     | 23     | +55.775     | 21   |        |
| 20  | 15  | Matteo Baiocco    | Kawasaki     | 23     | +56.202     | 29   |        |
| DNF | 7   | Carlos Checa      | Honda        | 21     | Uitgevallen | 8    |        |
| DNF | 94  | David Checa       | Yamaha       | 13     | Uitgevallen | 26   |        |
| DNF | 24  | Brendan Roberts   | Ducati       | 12     | Ongeluk     | 15   |        |
| DNF | 19  | Ben Spies         | Yamaha       | 9      | Ongeluk     | 1    |        |
| DNF | 77  | Vittorio Iannuzzo | Honda        | 9      | Ongeluk     | 28   |        |
| DNF | 88  | Roland Resch      | Suzuki       | 6      | Uitgevallen | 30   |        |
| DNF | 96  | Jakub Smrž        | Ducati       | 5      | Ongeluk     | 11   |        |
| DNF | 11  | Troy Corser       | BMW          | 1      | Ongeluk     | 14   |        |
| DNF | 65  | Jonathan Rea      | Honda        | 1      | Ongeluk     | 7    |        |
| DNS | 56  | Shinya Nakano     | Aprilia      | 0      | Blessure    | 20   |        |

### Race 2
| Pos | Nr  | Rijder            | Constructeur | Rondes | Tijd        | Grid | Punten |
| --- | --- | ----------------- | ------------ | ------ | ----------- | ---- | ------ |
| 1   | 41  | Noriyuki Haga     | Ducati       | 23     | 36:46.927   | 3    | 25     |
| 2   | 19  | Ben Spies         | Yamaha       | 23     | +5.105      | 1    | 20     |
| 3   | 84  | Michel Fabrizio   | Ducati       | 23     | +6.386      | 4    | 16     |
| 4   | 55  | Régis Laconi      | Ducati       | 23     | +6.573      | 2    | 13     |
| 5   | 91  | Leon Haslam       | Honda        | 23     | +14.075     | 10   | 11     |
| 6   | 7   | Carlos Checa      | Honda        | 23     | +17.333     | 8    | 10     |
| 7   | 76  | Max Neukirchner   | Suzuki       | 23     | +19.207     | 6    | 9      |
| 8   | 3   | Max Biaggi        | Aprilia      | 23     | +20.697     | 18   | 8      |
| 9   | 9   | Ryuichi Kiyonari  | Honda        | 23     | +21.015     | 9    | 7      |
| 10  | 66  | Tom Sykes         | Yamaha       | 23     | +22.581     | 17   | 6      |
| 11  | 67  | Shane Byrne       | Ducati       | 23     | +22.604     | 12   | 5      |
| 12  | 121 | John Hopkins      | Honda        | 23     | +23.952     | 16   | 4      |
| 13  | 65  | Jonathan Rea      | Honda        | 23     | +29.082     | 7    | 3      |
| 14  | 96  | Jakub Smrž        | Ducati       | 23     | +29.277     | 11   | 2      |
| 15  | 11  | Troy Corser       | BMW          | 23     | +32.384     | 14   | 1      |
| 16  | 111 | Rubén Xaus        | BMW          | 23     | +35.125     | 19   |        |
| 17  | 23  | Broc Parkes       | Kawasaki     | 23     | +38.344     | 13   |        |
| 18  | 24  | Brendan Roberts   | Ducati       | 23     | +39.161     | 15   |        |
| 19  | 31  | Karl Muggeridge   | Suzuki       | 23     | +39.374     | 23   |        |
| 20  | 94  | David Checa       | Yamaha       | 23     | +49.904     | 26   |        |
| 21  | 25  | David Salom       | Kawasaki     | 23     | +52.631     | 21   |        |
| 22  | 33  | Tommy Hill        | Honda        | 23     | +52.966     | 22   |        |
| 23  | 77  | Vittorio Iannuzzo | Honda        | 23     | +53.196     | 28   |        |
| 24  | 99  | Luca Scassa       | Kawasaki     | 23     | +53.491     | 25   |        |
| 25  | 88  | Roland Resch      | Suzuki       | 23     | +1:19.946   | 30   |        |
| DNF | 71  | Yukio Kagayama    | Suzuki       | 21     | Uitgevallen | 5    |        |
| DNF | 15  | Matteo Baiocco    | Kawasaki     | 20     | Uitgevallen | 29   |        |
| DNF | 100 | Makoto Tamada     | Kawasaki     | 11     | Uitgevallen | 24   |        |
| DNF | 86  | Ayrton Badovini   | Kawasaki     | 7      | Uitgevallen | 27   |        |
| DNS | 56  | Shinya Nakano     | Aprilia      | 0      | Blessure    | 20   |        |

## Supersport
| Pos | Nr  | Rijder             | Constructeur | Rondes | Tijd        | Grid | Punten |
| --- | --- | ------------------ | ------------ | ------ | ----------- | ---- | ------ |
| 1   | 35  | Cal Crutchlow      | Yamaha       | 23     | 38:15.613   | 1    | 25     |
| 2   | 13  | Anthony West       | Honda        | 23     | +0.171      | 3    | 20     |
| 3   | 54  | Kenan Sofuoğlu     | Honda        | 23     | +8.408      | 11   | 16     |
| 4   | 8   | Mark Aitchison     | Honda        | 23     | +12.421     | 6    | 13     |
| 5   | 21  | Katsuaki Fujiwara  | Kawasaki     | 23     | +16.529     | 4    | 11     |
| 6   | 14  | Matthieu Lagrive   | Honda        | 23     | +19.242     | 7    | 10     |
| 7   | 51  | Michele Pirro      | Yamaha       | 23     | +26.124     | 5    | 9      |
| 8   | 77  | Barry Veneman      | Suzuki       | 23     | +34.525     | 12   | 8      |
| 9   | 50  | Eugene Laverty     | Honda        | 23     | +35.436     | 13   | 7      |
| 10  | 99  | Fabien Foret       | Yamaha       | 23     | +38.337     | 8    | 6      |
| 11  | 105 | Gianluca Vizziello | Honda        | 23     | +39.759     | 16   | 5      |
| 12  | 127 | Robbin Harms       | Honda        | 23     | +39.970     | 10   | 4      |
| 13  | 1   | Andrew Pitt        | Honda        | 23     | +50.532     | 9    | 3      |
| 14  | 55  | Massimo Roccoli    | Honda        | 23     | +51.506     | 14   | 2      |
| 15  | 5   | Doni Tata Pradita  | Yamaha       | 23     | +1:02.755   | 18   | 1      |
| 16  | 7   | Patrik Vostárek    | Honda        | 23     | +1:12.275   | 23   |        |
| 17  | 28  | Arie Vos           | Honda        | 23     | +1:24.237   | 24   |        |
| 18  | 117 | Miguel Praia       | Honda        | 23     | +1:31.250   | 19   |        |
| 19  | 26  | Joan Lascorz       | Kawasaki     | 22     | +1 ronde    | 2    |        |
| 20  | 88  | Yannick Guerra     | Yamaha       | 22     | +1 ronde    | 27   |        |
| 21  | 32  | Fabrizio Lai       | Honda        | 18     | +5 ronden   | 26   |        |
| DNF | 78  | Shaun Geronimi     | Suzuki       | 18     | Uitgevallen | 28   |        |
| DNF | 83  | Russell Holland    | Honda        | 15     | Uitgevallen | 20   |        |
| DNF | 9   | Danilo Dell'Omo    | Honda        | 14     | Uitgevallen | 22   |        |
| DNF | 24  | Garry McCoy        | Triumph      | 13     | Uitgevallen | 17   |        |
| DNF | 69  | Gianluca Nannelli  | Triumph      | 11     | Uitgevallen | 15   |        |
| DNF | 96  | Matej Smrž         | Triumph      | 11     | Ongeluk     | 25   |        |
| DNF | 30  | Jesco Günther      | Honda        | 4      | Uitgevallen | 21   |        |

## Tussenstanden na wedstrijd

### Superbike
| Pos | Nr | Rijder          | Team   | Punten |
| --- | -- | --------------- | ------ | ------ |
| 1   | 41 | Noriyuki Haga   | Ducati | 135    |
| 2   | 19 | Ben Spies       | Yamaha | 95     |
| 3   | 76 | Max Neukirchner | Suzuki | 65     |
| 4   | 84 | Michel Fabrizio | Ducati | 60     |
| 5   | 91 | Leon Haslam     | Honda  | 58     |

### Supersport
| Pos | Nr | Rijder         | Team   | Punten |
| --- | -- | -------------- | ------ | ------ |
| 1   | 35 | Cal Crutchlow  | Yamaha | 54     |
| 2   | 54 | Kenan Sofuoğlu | Honda  | 54     |
| 3   | 50 | Eugene Laverty | Honda  | 43     |
| 4   | 1  | Andrew Pitt    | Honda  | 43     |
| 5   | 13 | Anthony West   | Honda  | 43     |

2000 · 2001 · 2002 · 2003 · 2004 · 2005 · 2006 · 2007 · 2008 · 2009 · 2010